# Serica laminipes
Serica laminipes är en skalbaggsart som beskrevs av Moser 1915. Serica laminipes ingår i släktet Serica och familjen Melolonthidae. Inga underarter finns listade i Catalogue of Life.